# Gaber Lah
Gaber Lah (* 3. Mai 1975) ist ein slowenischer früherer Skilangläufer und Bogenbiathlet.
Gaber Lah von SD Kranjska Gora hatte seine ersten internationalen Einsätze im Skilanglauf-Continental-Cup und bei FIS-Rennen. Zwischen 2004 und 2007 startete er mehrfach auch bei Rennen im Skilanglauf-Australia/New-Zealand-Cup. Weitere Einsätze vor allem auf Rollski folgten bis 2012. Mehrfach konnte er in seiner Karriere einstellige Platzierungen in allen Rennarten erreichen.
Im Bogenbiathlon erreichte Lah bei den Bogenbiathlon-Weltmeisterschaften 2004 in Pokljuka, als er an der Seite von Jože Poklukar, Andrej Zupan und Matej Krumpestar hinter der Vertretung aus Russland und vor den Ukrainern die Silbermedaille im Staffelrennen gewann. Im Sprint wurde er 12., im Verfolgungsrennen Elfter und Zehnter des Massenstartrennens.